# Tour de Slovénie
Le Tour de Slovénie est une course cycliste disputée en Slovénie. Créé en 1993, c'est une course professionnelle depuis 1995. Il fait partie de l'UCI Europe Tour de 2005 à 2019, en catégorie 2.1.
En 2020, il intègre l'UCI ProSeries, le deuxième niveau du cyclisme international. Cependant, l'édition est annulée, en raison de la pandémie de maladie à coronavirus,.

## Palmarès
| Année | Vainqueur                                      | Deuxième                                       | Troisième                                      |
| ----- | ---------------------------------------------- | ---------------------------------------------- | ---------------------------------------------- |
| 1993  | Boris Premužič                                 | Srečko Glivar                                  | Gorazd Štangelj                                |
| 1994  | Tobias Steinhauser                             | Boris Premužič                                 | Sandi Papež                                    |
| 1995  | Valter Bonča                                   | Boris Premužič                                 | Marco Antonio Di Renzo                         |
| 1996  | Lorenzo Di Silvestro                           | Stefano Giraldi                                | Marco Antonio Di Renzo                         |
| 1997  | non disputé                                    | non disputé                                    | non disputé                                    |
| 1998  | Branko Filip                                   | Gorazd Štangelj                                | Pavel Chumanov                                 |
| 1999  | Timothy David Jones                            | Tadej Valjavec                                 | Stefano Panetta                                |
| 2000  | Martin Derganc                                 | Vladimir Miholjević                            | Boris Premuzic                                 |
| 2001  | Faat Zakirov                                   | Martin Derganc                                 | Vladimir Miholjević                            |
| 2002  | Evgueni Petrov                                 | Dean Podgornik                                 | Hannes Hempel                                  |
| 2003  | Mitja Mahorič                                  | Jure Golčer                                    | Andreas Matzbacher                             |
| 2004  | Mitja Mahorič                                  | Aliaksandr Kuschynski                          | Matic Strgar                                   |
| 2005  | Przemysław Niemiec                             | Fortunato Baliani                              | Radoslav Rogina                                |
| 2006  | Jure Golčer                                    | Przemysław Niemiec                             | Robert Kiserlovski                             |
| 2007  | Tomaž Nose                                     | Vincenzo Nibali                                | Andrea Noè                                     |
| 2008  | Jure Golčer                                    | Franco Pellizotti                              | Robert Kišerlovski                             |
| 2009  | Jakob Fuglsang                                 | Tomaž Nose                                     | Domenico Pozzovivo                             |
| 2010  | Vincenzo Nibali                                | Giovanni Visconti                              | Chris Anker Sørensen                           |
| 2011  | Diego Ulissi                                   | Radoslav Rogina                                | Robert Vrečer                                  |
| 2012  | Janez Brajkovič                                | Domenico Pozzovivo                             | Kristjan Koren                                 |
| 2013  | Radoslav Rogina                                | Jan Polanc                                     | Patrik Sinkewitz                               |
| 2014  | Tiago Machado                                  | Ilnur Zakarin                                  | Matteo Rabottini                               |
| 2015  | Primož Roglič                                  | Mikel Nieve                                    | Jure Golčer                                    |
| 2016  | Rein Taaramäe                                  | Jack Haig                                      | Jan Bárta                                      |
| 2017  | Rafal Majka                                    | Giovanni Visconti                              | Jack Haig                                      |
| 2018  | Primož Roglič                                  | Rigoberto Uran                                 | Matej Mohorič                                  |
| 2019  | Diego Ulissi                                   | Giovanni Visconti                              | Aleksandr Vlasov                               |
| 2020  | Annulé en raison de la pandémie de coronavirus | Annulé en raison de la pandémie de coronavirus | Annulé en raison de la pandémie de coronavirus |
| 2021  | Tadej Pogačar                                  | Diego Ulissi                                   | Matteo Sobrero                                 |
| 2022  | Tadej Pogačar                                  | Rafał Majka                                    | Domen Novak                                    |
| 2023  | Filippo Zana                                   | Matej Mohorič                                  | Diego Ulissi                                   |
| 2024  | Giovanni Aleotti                               | Pello Bilbao                                   | Giulio Pellizzari                              |
| 2025  | Anders Johannessen                             | Felix Großschartner                            | Tao Geoghegan Hart                             |